# ديمتريوس وليامز
ديمتريوس وليامز (بالإنجليزية: Demetrius Williams)‏ هو لاعب كرة قدم أمريكية أمريكي، ولد في 28 مارس 1983 في كونكورد في الولايات المتحدة.

## وصلات خارجية
- ديمتريوس وليامز على موقع مرجع كرة القدم المحترفة.كوم (الإنجليزية)
- ديمتريوس وليامز على موقع JustSportsStats.com (الإنجليزية)